# Rambergweg 23 (Quedlinburg)

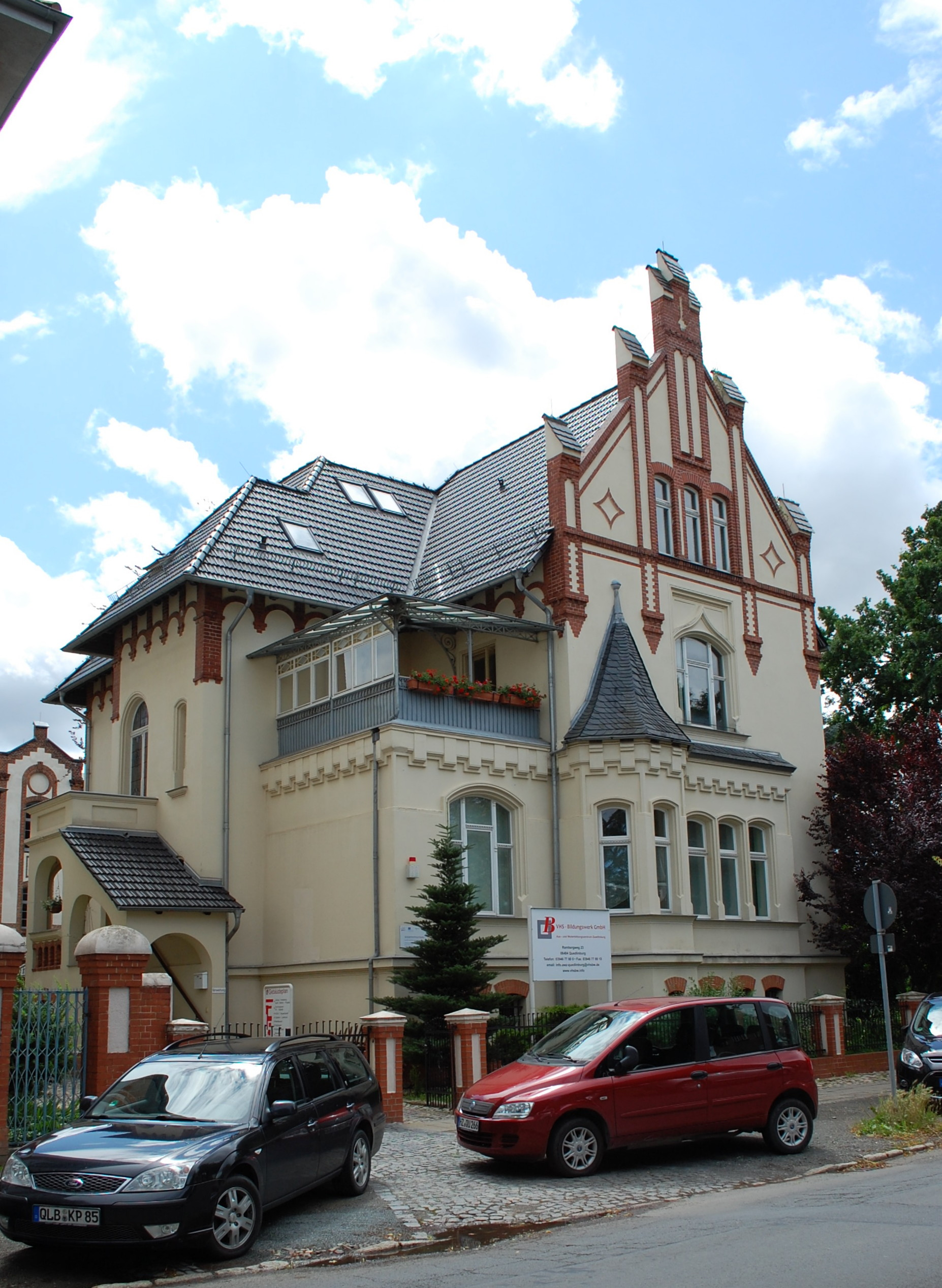
Rambergweg 23

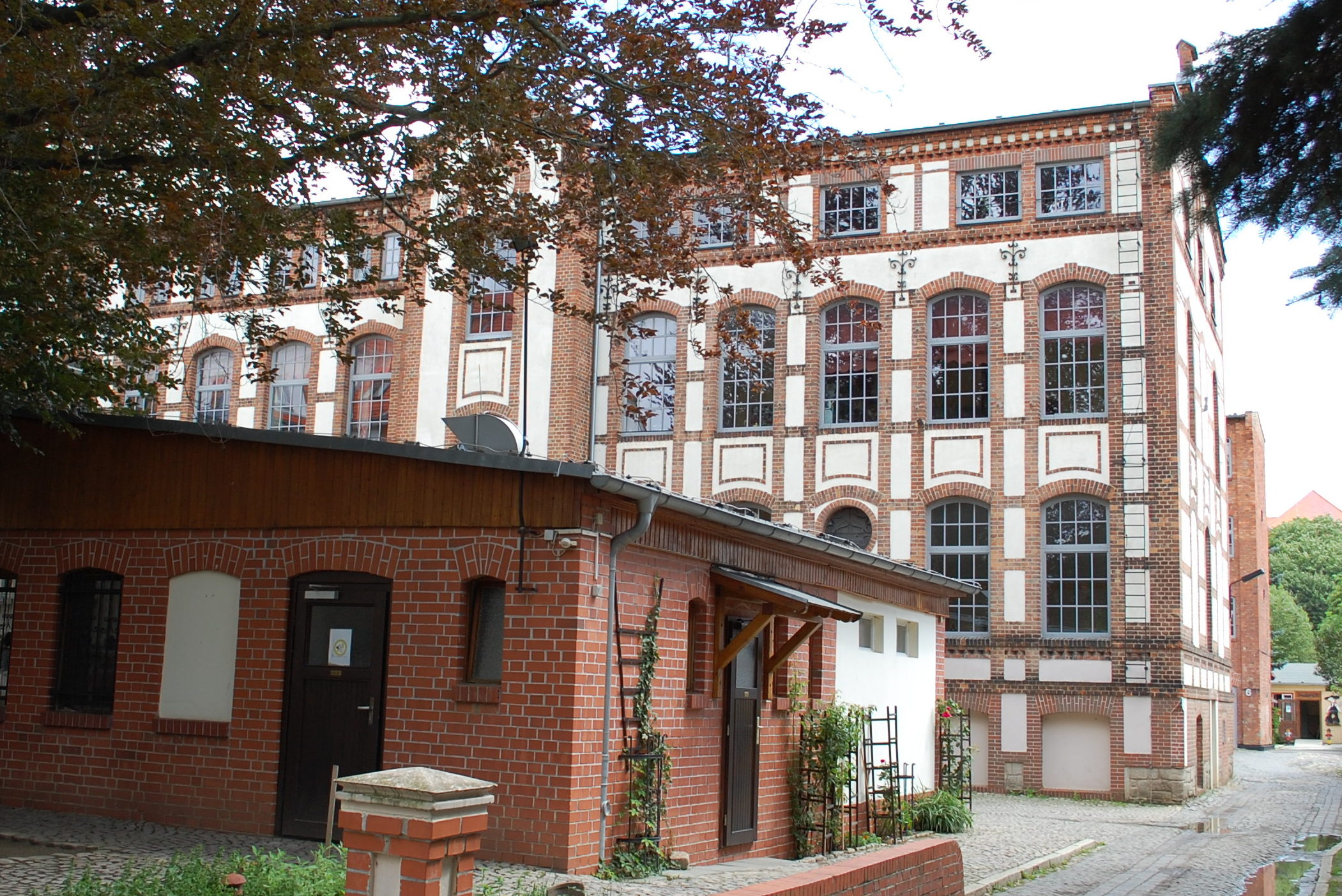
Fabrikgebäude hinter der Villa

Das Haus Rambergweg 23 ist eine denkmalgeschützte Fabrikanlage samt Villa in der Stadt Quedlinburg in Sachsen-Anhalt.

## Lage
Es befindet sich südlich der historischen Altstadt Quedlinburgs im Stadtteil Süderstadt. Die Anlage ist im Quedlinburger Denkmalverzeichnis eingetragen.

## Architektur und Geschichte
Zur Straße hin befindet sich eine um 1900 erbaute Villa. Die Fassade ist romantisch gestaltet. Im Inneren des Hauses sind Teile der Ausstattung und der Raumaufteilung noch bauzeitlich.
Auf der Hofseite befinden sich mehrere dreigeschossige Fabrikhallen, die im späten 19. Jahrhundert gebaut wurden. Ein langgestrecktes Gebäude entstand in der Zeit um 1900. Die Fassade ist mit verschiedenen Baustoffen gegliedert, die Fenster befinden sich in mit Segmentbögen gestalten Fensteröffnungen. Das Haus verfügt über einen Mittelrisalit mit Ziergiebel.
Ein weiterer Gebäudeteil entstand um 1920. Die Fassade ist durch liegende Fenster, horizontal verlaufende Putzstreifen und aus Backstein gebildeten Lisenen  geprägt. Im Hof findet sich ein hoher Industrieschornstein.